# Skuttungeby
Skuttungeby is een plaats in de gemeente Uppsala in het landschap Uppland en de provincie Uppsala län in Zweden. De plaats heeft 101 inwoners (2005) en een oppervlakte van 32 hectare.